# HMS Bristol (1775)
Pour les autres navires du même nom, voir HMS Bristol.
Le HMS Bristol est un vaisseau de ligne de quatrième rang de 50 canons, en service dans la Royal Navy à la fin du XVIIIe siècle et au début du XIXe siècle.
Lancé en 1775, il participe à la guerre d'indépendance des États-Unis et est le vaisseau amiral de Peter Parker à la bataille de Sullivan's Island le 28 juin 1776.
Gravement endommagé par la bataille, il est stationné en Jamaïque puis combattra à la bataille pour Gondelour en 1783.
Le Bristol est démantelé en 1810, après avoir servi de ponton-prison.